# Greaves Motorsport
Greaves Motorsport – brytyjski zespół wyścigowy, założony w 2006 roku przez Tima Greavesa. Obecnie zespół startuje w FIA World Endurance Championship, 24-godzinnym wyścigu Le Mans oraz w European Le Mans Series. W przeszłości ekipa pojawiała się także w stawce American Le Mans Series oraz Le Mans Series. Siedziba zespołu znajduje się w brytyjskiej miejscowości Yaxley.

## Sukcesy zespołu
- 24h Le Mans

2011 - LMP2 (Karim Ojjeh, Olivier Lombard, Tom Kimber-Smith)
- Le Mans Series

2011 - LMP2 (Karim Ojjeh, Tom Kimber-Smith)